# Édgar Zaldívar
Édgar „Gary” Zaldívar Valverde (ur. 17 października 1996 w San Luis Potosí) – meksykański piłkarz występujący na pozycji defensywnego pomocnika lub prawego obrońcy, od 2016 roku zawodnik Atlasu.